# Neofelis nebulosa
Il leopardo nebuloso (Neofelis nebulosa Griffith, 1821) è un felide di medie dimensioni diffuso nel Sud-est asiatico. Presenta un mantello color marrone rossiccio o fulvo, ricoperto in modo caratteristico da grandi ellissi di forma irregolare e dai margini scuri che si dice ricordino delle nuvole. 
Questa caratteristica dà a tale mammifero sia il nome comune che quello scientifico (nebulosus in latino vuol dire «nuvoloso»). Il leopardo nebuloso ha creato grande confusione negli scienziati per un lungo periodo di tempo a causa del suo aspetto e dello scheletro. A prima vista sembra infatti un incrocio tra un grande e un piccolo felino. Il nome scientifico del genere, Neofelis, deriva da neo, «nuovo», e felis, «piccolo felino»; letteralmente, quindi, «nuovo piccolo felino».

## Caratteristiche fisiche

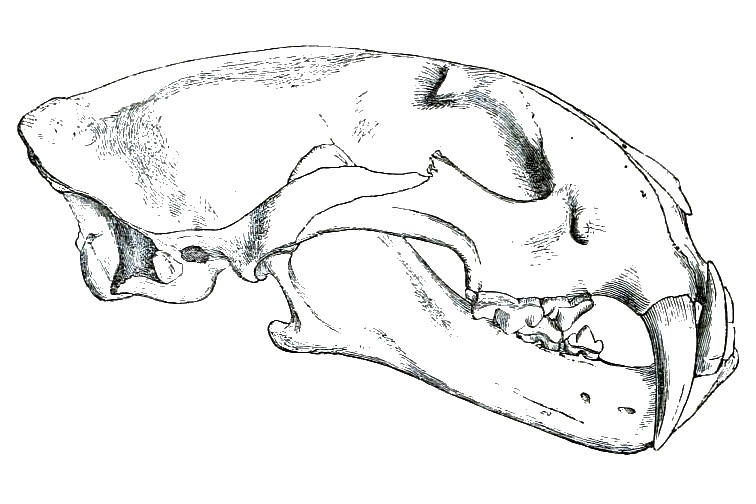
Cranio di Neofelis nebulosa

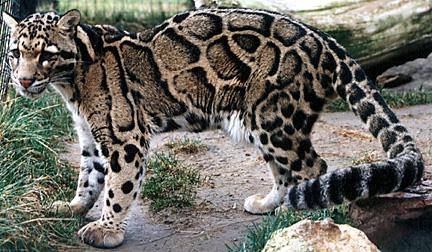
Un leopardo nebuloso al Feline Conservation Center di Rosamond (California)

Generalmente un leopardo nebuloso pesa tra i 15 ed i 23 kg ed è alto al garrese dai 25 ai 40 cm. Questo felide di medie dimensioni presenta grossi denti canini, in proporzione i più lunghi tra quelli di ogni felide attuale (cinque cm, circa le stesse dimensioni di quelli della tigre). Questa caratteristica spinse i primi ricercatori a supporre che predasse grandi mammiferi terricoli. Tuttavia, nonostante si conosca ancora molto poco della storia naturale e delle abitudini comportamentali di questa specie, si ritiene che le sue prede fondamentali siano costituite da mammiferi arboricoli e terricoli, specialmente gibboni, macachi e civette, ai quali si aggiungono talvolta altri piccoli mammiferi, cervi, uccelli, istrici e bestiame domestico. Gli esemplari in cattività si nutrono anche di uova e di qualche vegetale.
Dato che gran parte delle sue prede vive sugli alberi, il leopardo nebuloso è un eccellente arrampicatore. La combinazione di zampe corte e flessibili, grandi piante ed artigli affilati lo rende in grado di muoversi sulla volta della foresta con passo sicuro. La coda, che può essere lunga quanto il corpo, costituisce un ulteriore aiuto nel bilanciamento, tanto che questo felino può muoversi alla stessa maniera degli scoiattoli, in modo simile al margay del Sudamerica. Sorprendentemente, questa creatura arboricola è in grado di arrampicarsi stando appeso ai rami a testa in giù, così come di scendere sempre tenendo la testa verso il basso. In cattività, il leopardo nebuloso si appende regolarmente con le zampe posteriori usando la lunga coda come bilanciere e corre a testa in giù sui tronchi degli alberi. Conosciamo poco sulle sue abitudini in natura, ma da tale comportamento si suppone che catturi le prede balzando giù dagli alberi.

## Sottospecie
Nonostante il nome, il leopardo nebuloso non è un parente stretto del leopardo. Generalmente viene suddiviso in tre sottospecie:
- Neofelis nebulosa macrosceloides: diffusa dal Nepal al Myanmar (Birmania)
- Neofelis nebulosa nebulosa: diffusa dalla Cina meridionale al Myanmar orientale
- Neofelis nebulosa brachyura: diffusa a Taiwan

Il leopardo nebuloso del Borneo (Neofelis diardi) è una specie separata diffusa a Sumatra, nel Borneo e sulle Isole Batu. A causa della particolare struttura del cranio, queste due specie sono ritenute sufficientemente diverse dagli altri felini per giustificarne la classificazione in un genere a parte.

## Distribuzione e habitat
Il leopardo nebuloso vive soltanto nel Sud-est asiatico ed è diffuso in Cina meridionale (spingendosi a nord almeno fino a Wuyi Shan), nell'Himalaya orientale, in Malaysia occidentale, Nepal, India nord-orientale, Bangladesh ed Indocina. A Taiwan nel maggio 2013 il leopardo nebuloso di Formosa fu dichiarato ufficialmente estinto e l'ultimo avvistamento confermato sull'isola risaliva al 1989 (quando fu rinvenuta la pelle di un piccolo esemplare nell'area di Taroko) ma fortunatamente nel 2019 il leopardo nebuloso di Formosa è stato nuovamente avvistato. Questa sottospecie è caratterizzata dalla coda relativamente più corta.
I suoi habitat prediletti sono le foreste tropicali e subtropicali fino ad altitudini di 2000 metri; tuttavia si incontra talvolta anche nelle paludi di mangrovie e nelle praterie. Vive in aree con temperatura di 18 - 49 °C.

## Riproduzione e comportamento

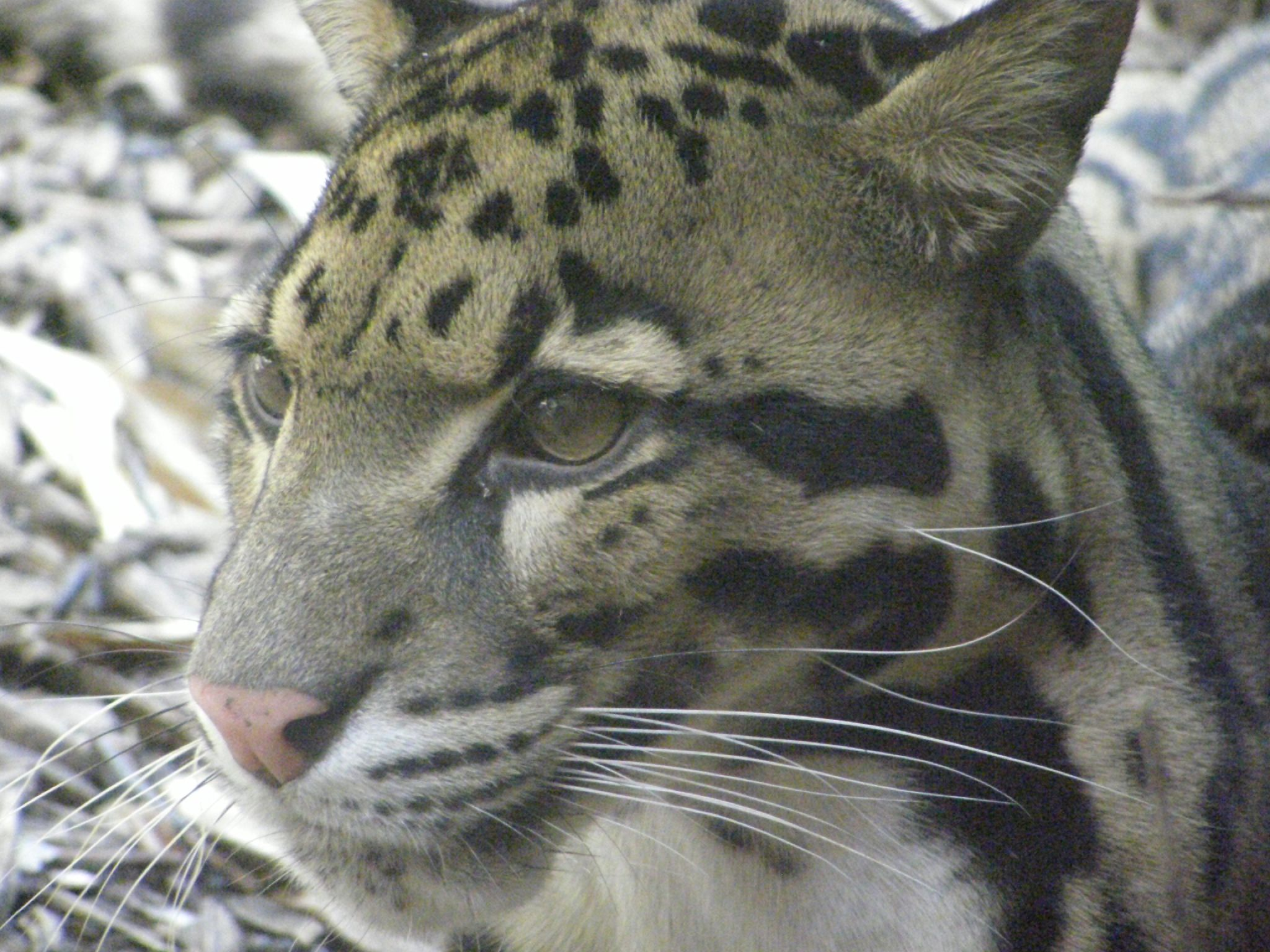
Primo piano della testa

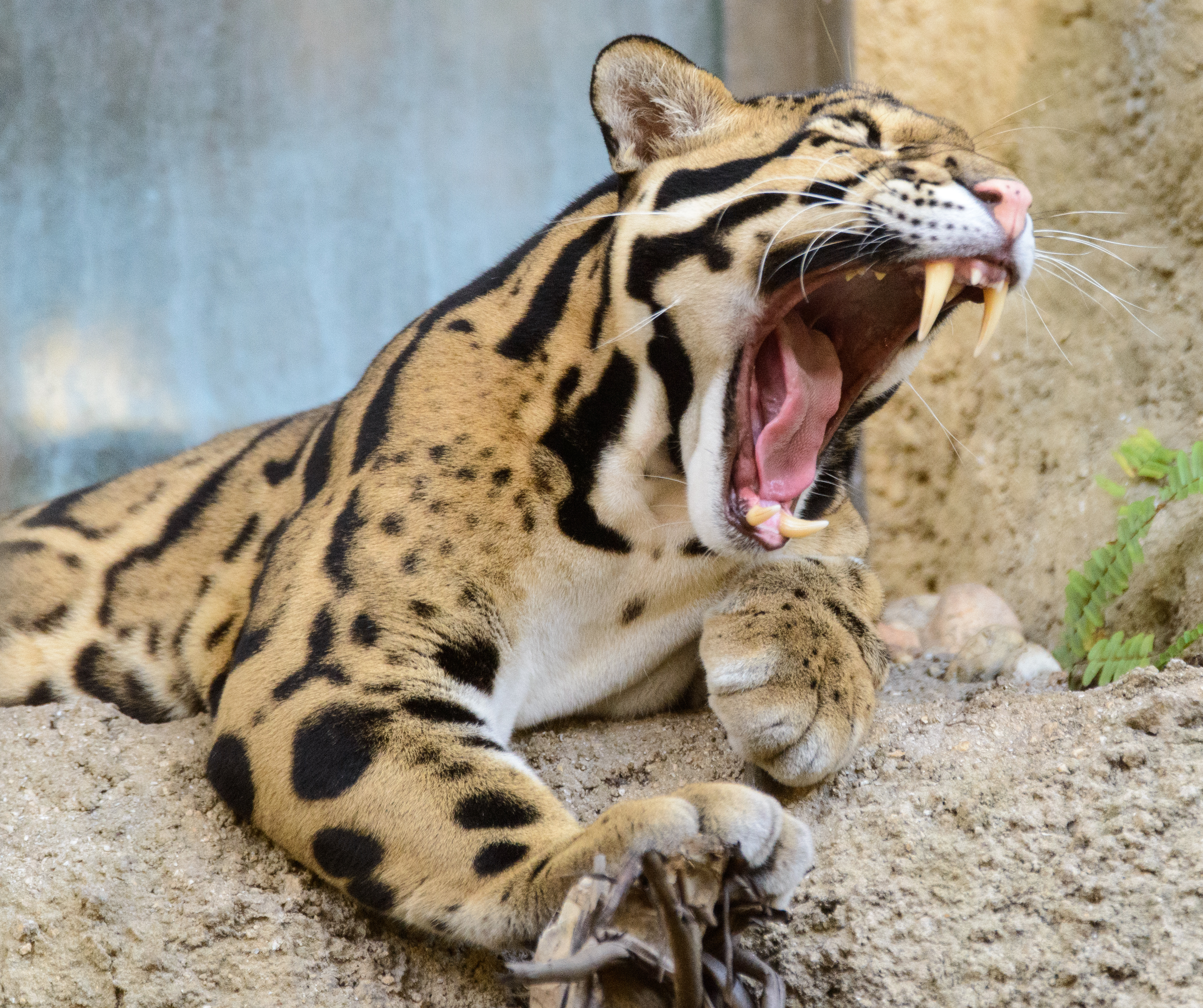
Esemplare mentre sbadiglia

A causa della natura elusiva dell'animale e tralasciando le ricerche ed i filmati del Dr. Robert Martin, il comportamento in natura del leopardo nebuloso è sconosciuto. Non essendovi alcuna prova dell'esistenza di branchi o di una struttura sociale come quella dei leoni, si ritiene che sia generalmente una creatura solitaria.
Le femmine mettono alla luce cucciolate composte da 2 a 4 piccoli dopo una gestazione di 85 - 93 giorni. Inizialmente, i piccoli sono ciechi ed inetti, come quelli di molti altri felini. Diversamente dagli adulti, hanno macchie «piene» - cioè completamente scure, invece di essere circondate da una sorta di anello. Diventano in grado di vedere a circa 10 giorni dalla nascita e si fanno attivi intorno alle 5 settimane, divenendo indipendenti probabilmente a 10 mesi d'età. Il leopardo nebuloso raggiunge la maturità sessuale a due anni e le femmine possono partorire una cucciolata ogni anno. In cattività gli adulti hanno raggiunto l'età di 17 anni, ma in natura la durata di vita si aggira sugli 11.
Inizialmente i programmi di riproduzione in cattività hanno avuto poco successo, soprattutto a causa della mancanza di conoscenze relative alle abitudini di corteggiamento che questi felini hanno in natura. L'esperienza ha tuttavia insegnato che mettendo insieme fin dalla giovane età due esemplari aumentavano notevolmente le probabilità che formassero una coppia e si riproducessero con successo. Mettendo insieme due esemplari già adulti, invece, si crea in questi animali un tale stress che spesso il maschio uccide la femmina. Questo nonostante generalmente il leopardo nebuloso non sia una creatura aggressiva.
I moderni programmi di riproduzione implicano la formazione di coppie allo scopo di eventuali progetti di riproduzione. Il dotare questi animali dell'adeguato spazio per arrampicarsi, inoltre, stimola il loro comportamento naturale e riduce al minimo lo stress. Questo, unito a programmi di nutrizione che vengono incontro alle abitudini alimentari degli animali, ha portato in anni recenti ad un notevole incremento delle nascite in cattività. Gli esemplari nati negli zoo potranno un giorno essere reintrodotti in natura per reintegrare le popolazioni già minacciate.

## Interazioni con l'uomo

### Conservazione e minacce

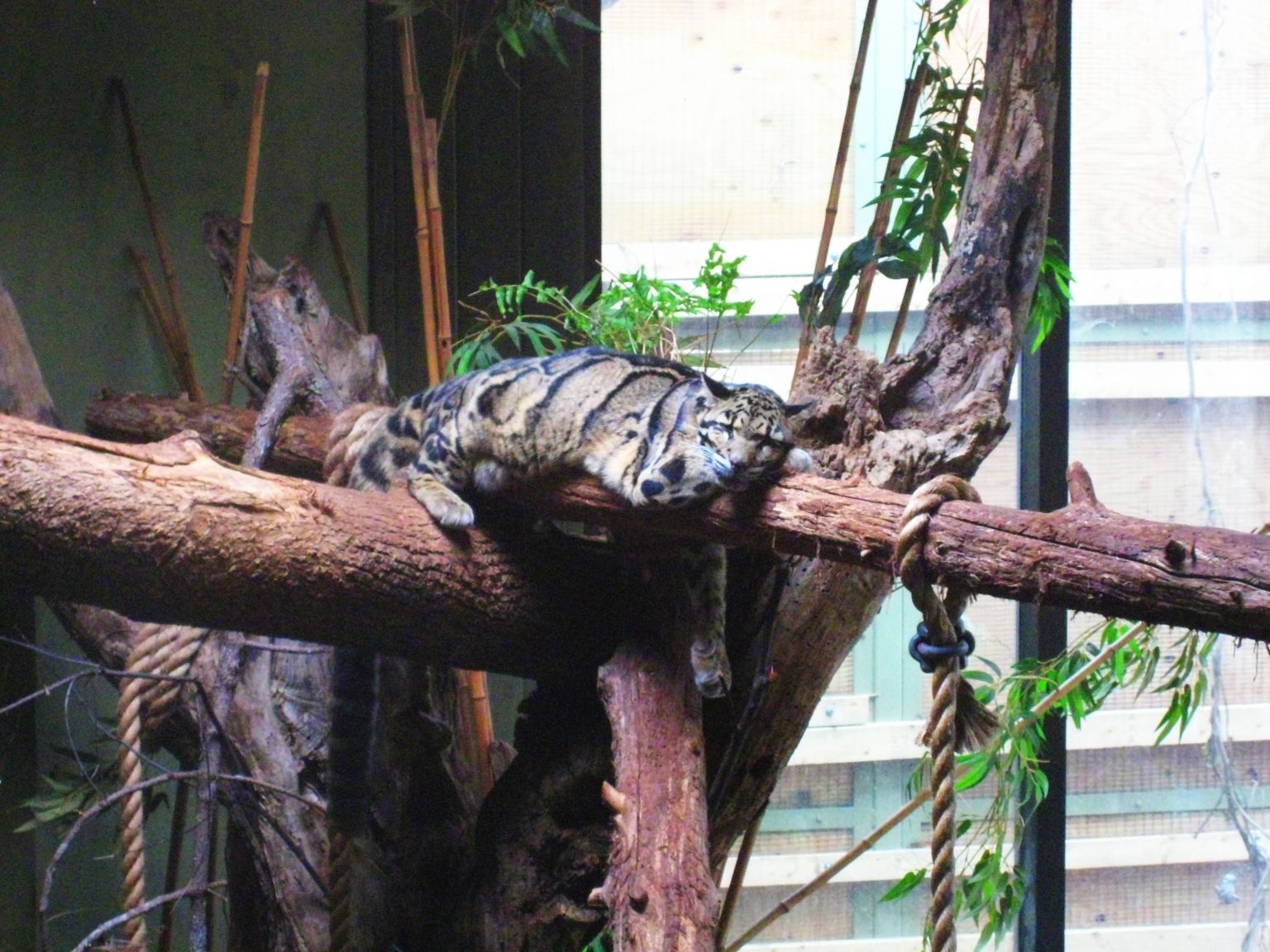
Un leopardo nebuloso a riposo sul tronco di un albero allo Zoo di Toronto

Dato che le abitudini del leopardo nebuloso rendono questa specie piuttosto difficile da studiare, non esistono stime esatte della sua popolazione. L'Unione Internazionale per la Conservazione della Natura stima che ne rimangano in tutto meno di 10.000 esemplari, destinati inoltre a diminuire sempre più. La distruzione dell'habitat dovuta alla sempre più crescente deforestazione, la richiesta della sua stupenda pelliccia e la caccia per l'utilizzo di alcune sue parti nella medicina tradizionale cinese si ritiene che siano i principali motivi che hanno portato al declino il leopardo nebuloso. In tutto solamente sei esemplari, tutti viventi in Thailandia, sono stati muniti di radiocollare; i loro spostamenti sono stati studiati e registrati dagli studiosi con l'utilizzo della radiotelemetria. Quasi tutto ciò che sappiamo su questo felino deriva da studi su esemplari in cattività. Tralasciando varie testimonianze aneddotiche, non sappiamo quasi nulla sulla storia naturale, ecologia e comportamento di questo animale in libertà.
L'Unione Internazionale per la Conservazione della Natura, l'organizzazione che stila ogni anno la Lista Rossa delle specie in pericolo, pone il leopardo nebuloso tra le specie vulnerabili. In più, la CITES, la Convenzione sul commercio internazionale delle specie minacciate di estinzione, lo classifica in Appendice I, tra le specie il cui commercio internazionale è vietato. Negli Stati Uniti, inoltre, il leopardo nebuloso è posto tra le specie protette dall'Endangered Species Act, che proibisce il commercio di animali o di eventuali parti o prodotti da essi ottenuti in tutto il Paese. In tutti i Paesi dove vive ne è vietata la caccia, sebbene in tali aree sia piuttosto difficile far rispettare il divieto.

### Influenza culturale
I Rukai di Taiwan considerano il leopardo nebuloso l'antenato spirituale che li guidò verso la loro patria.